# Lijst van personen overleden in april 2020
Dit is een lijst van bekende personen die zijn overleden in april 2020.

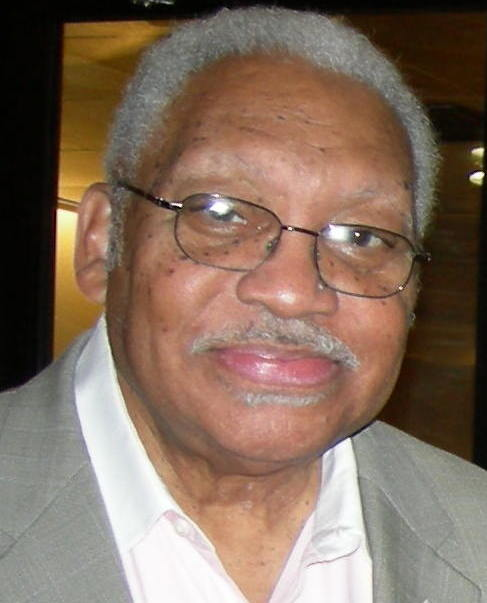
Ellis Marsalis
1 april

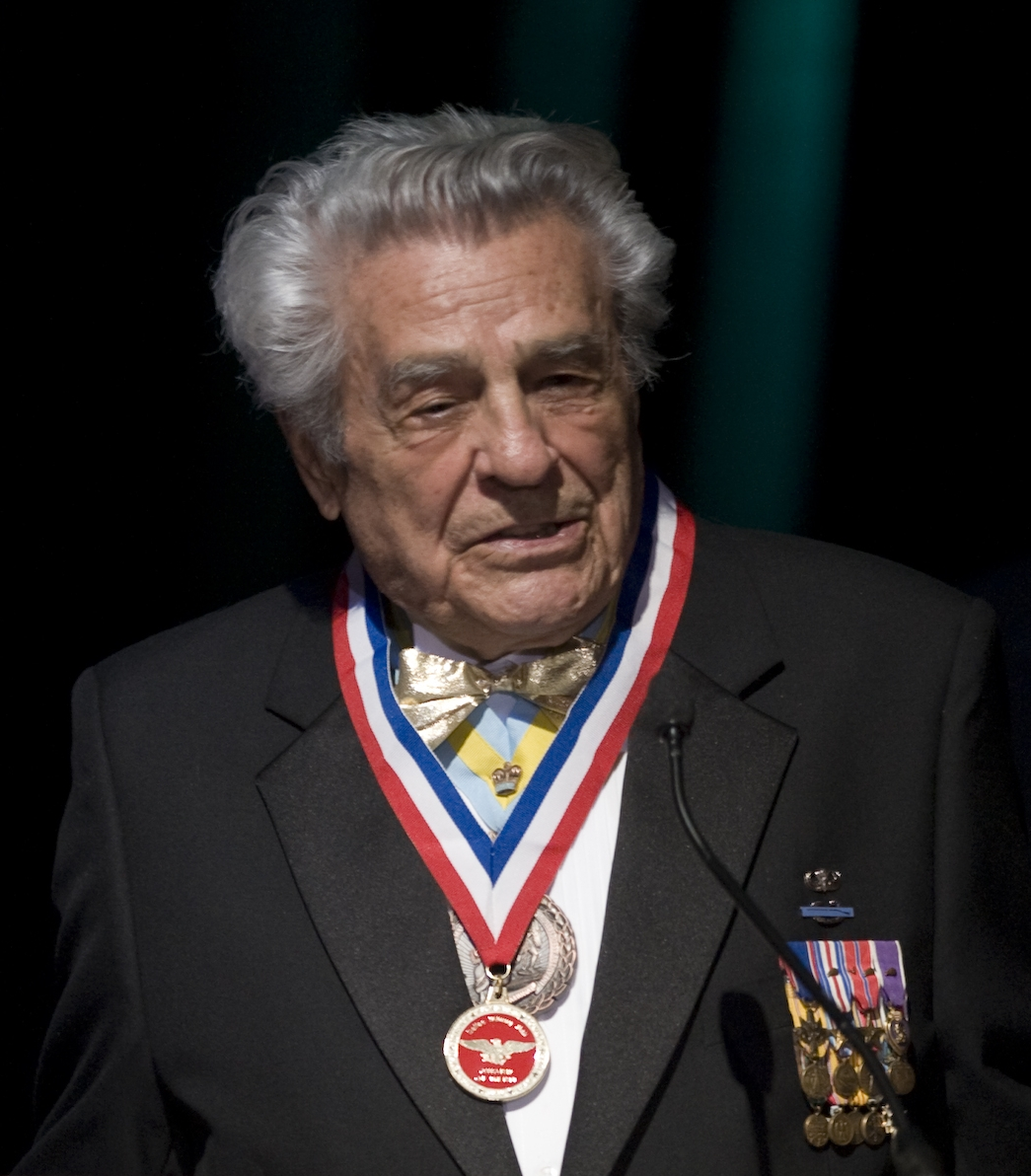
James Megellas
2 april

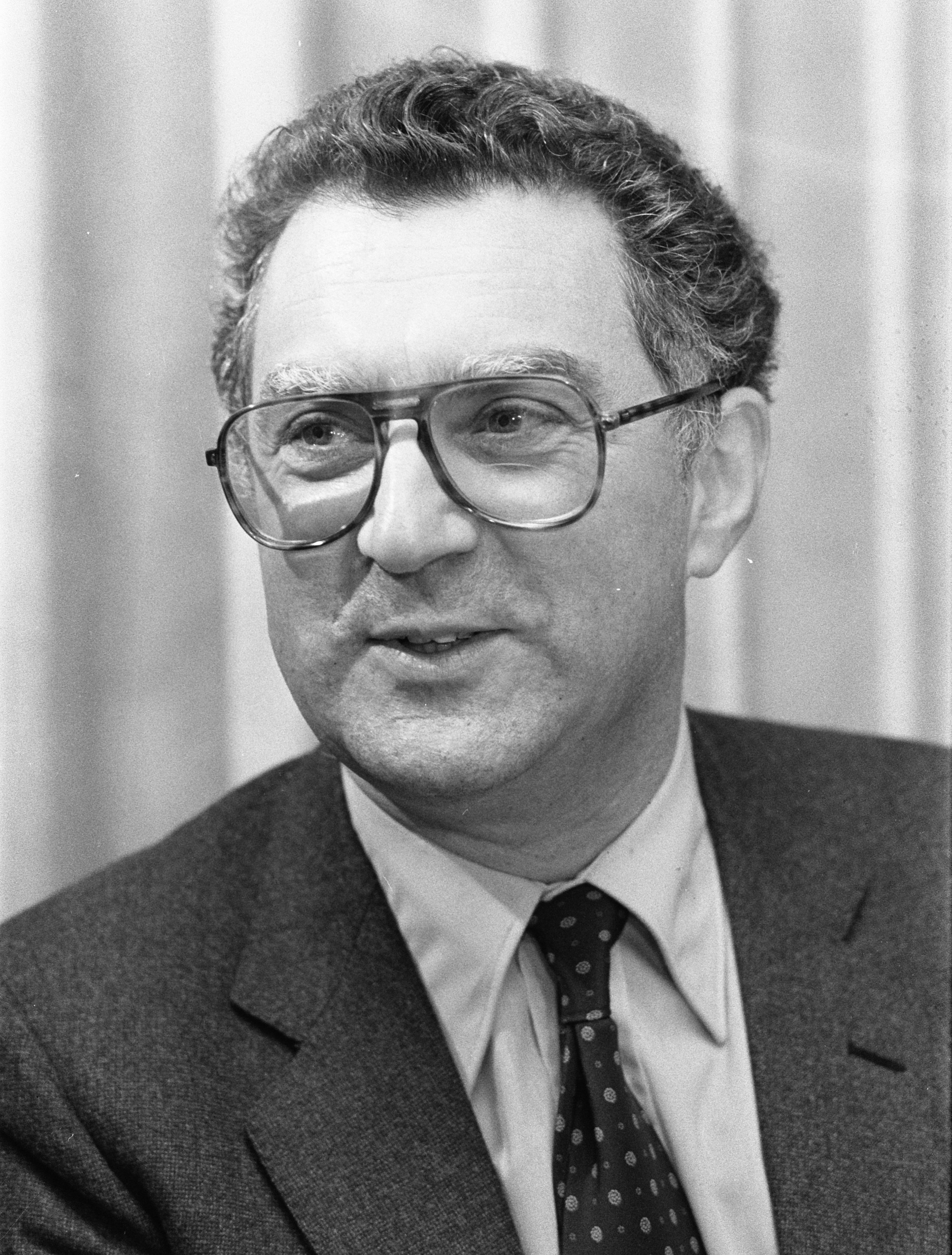
Arnold Heertje
4 april

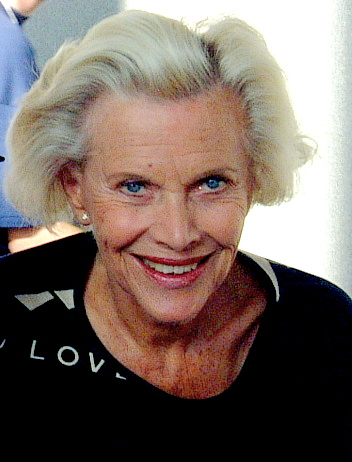
Honor Blackman
5 april

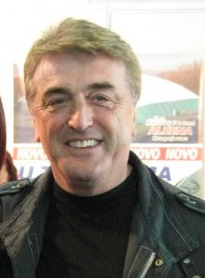
Radomir Antić
6 april

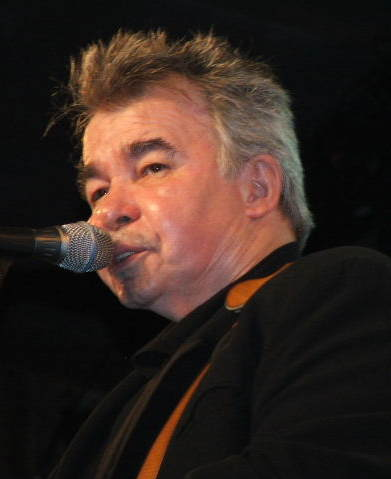
John Prine
7 april

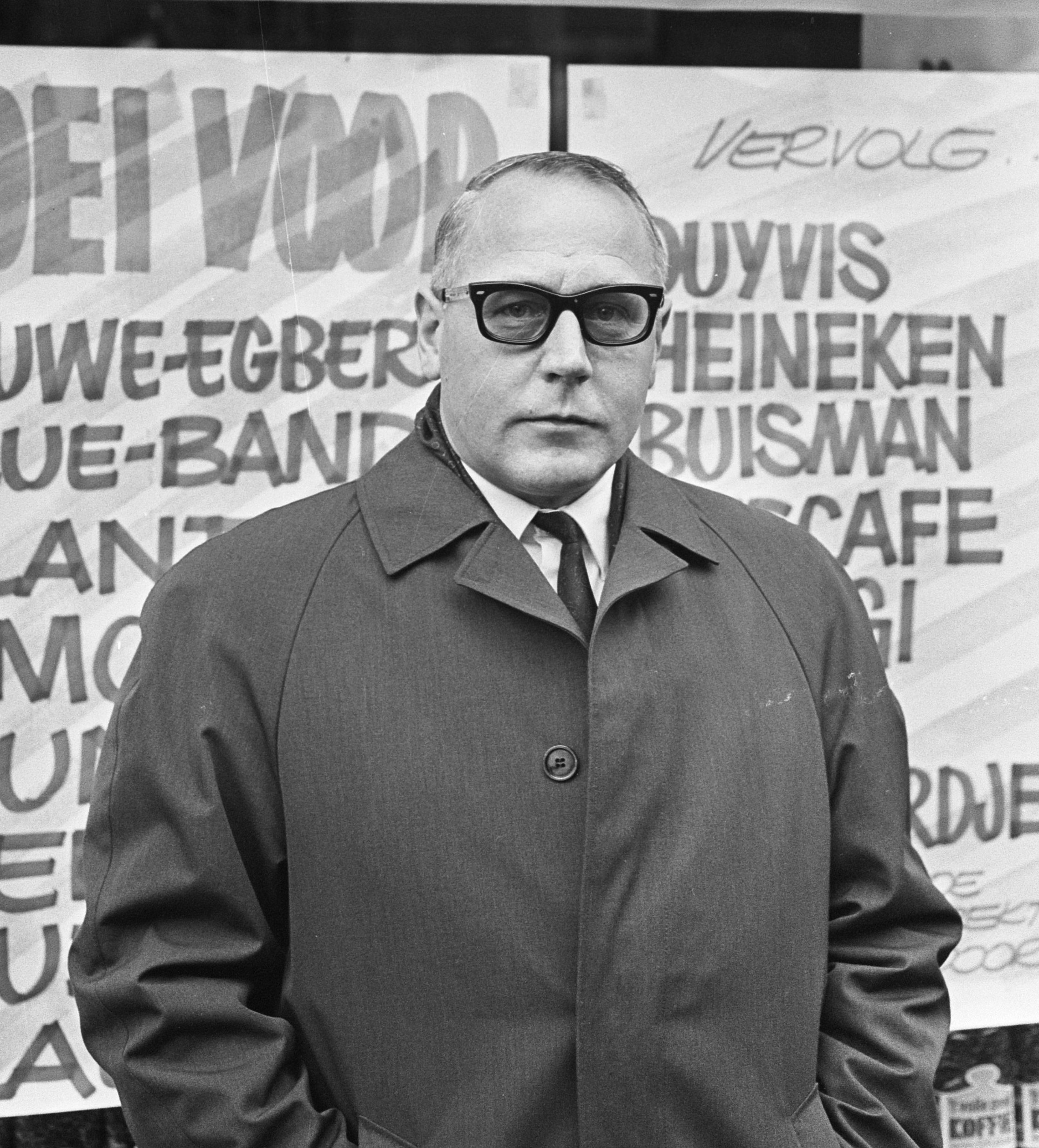
Dirk van den Broek
8 april

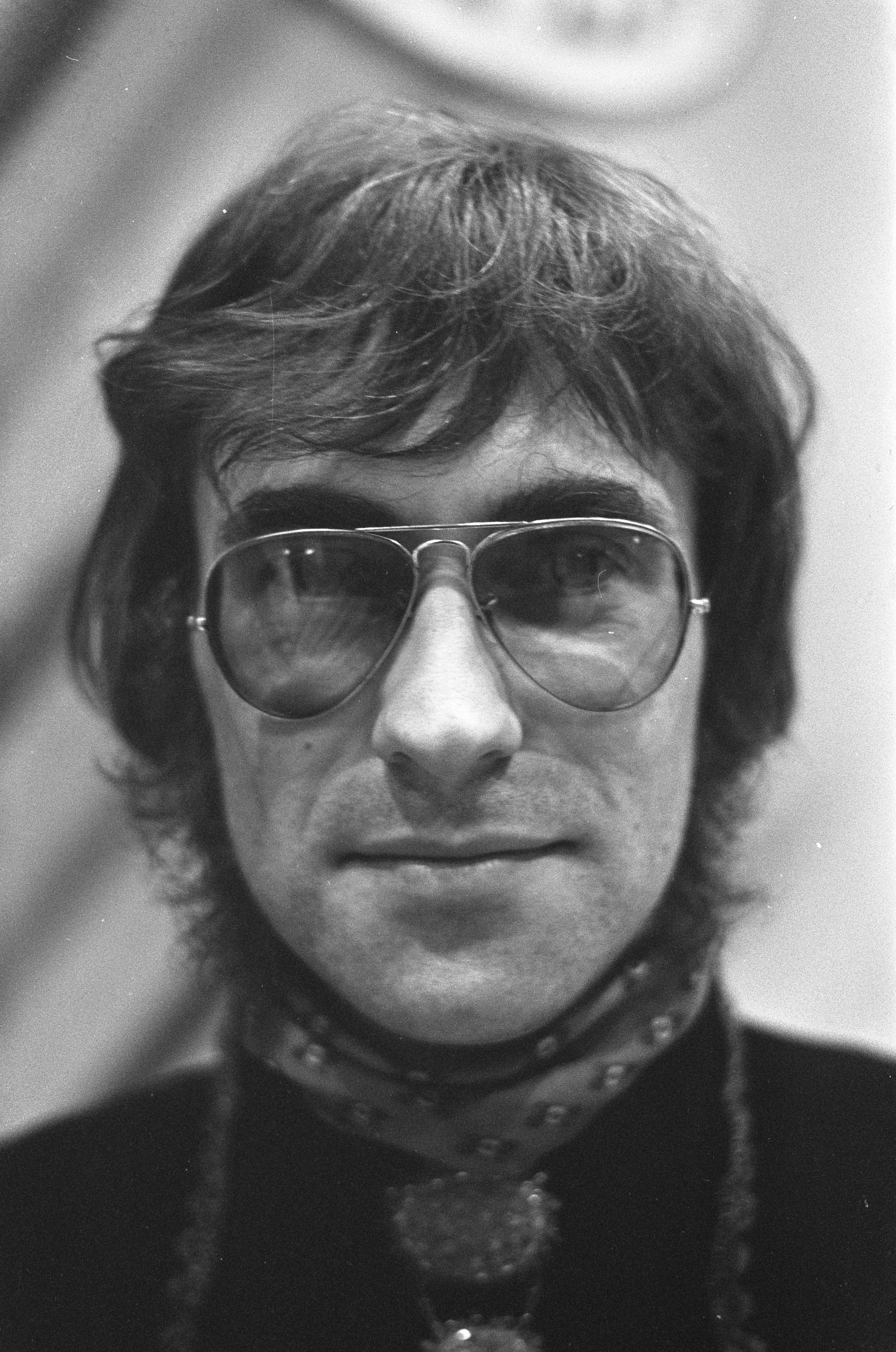
Hans Verhagen
10 april

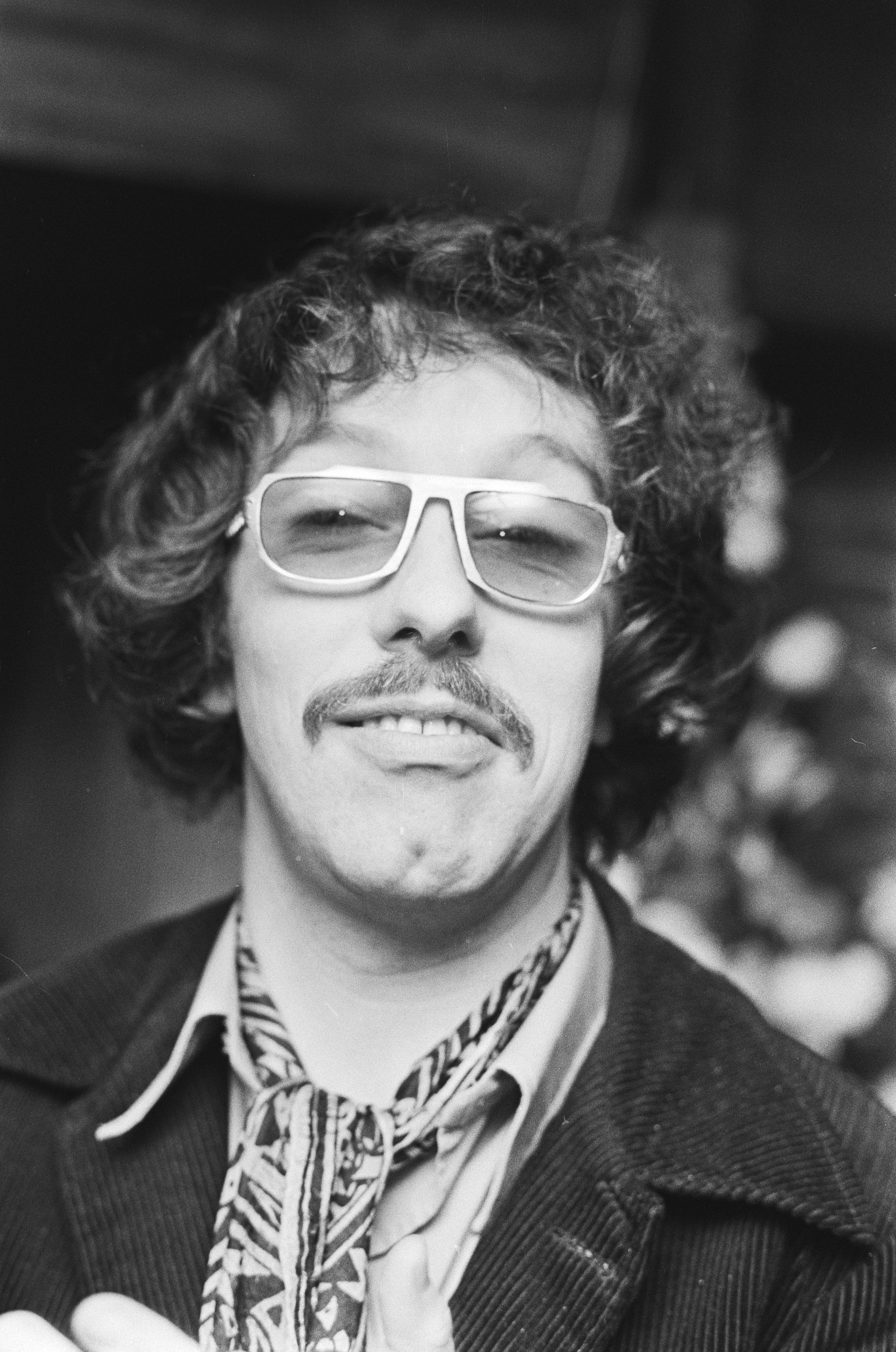
Louis van Dijk
12 april

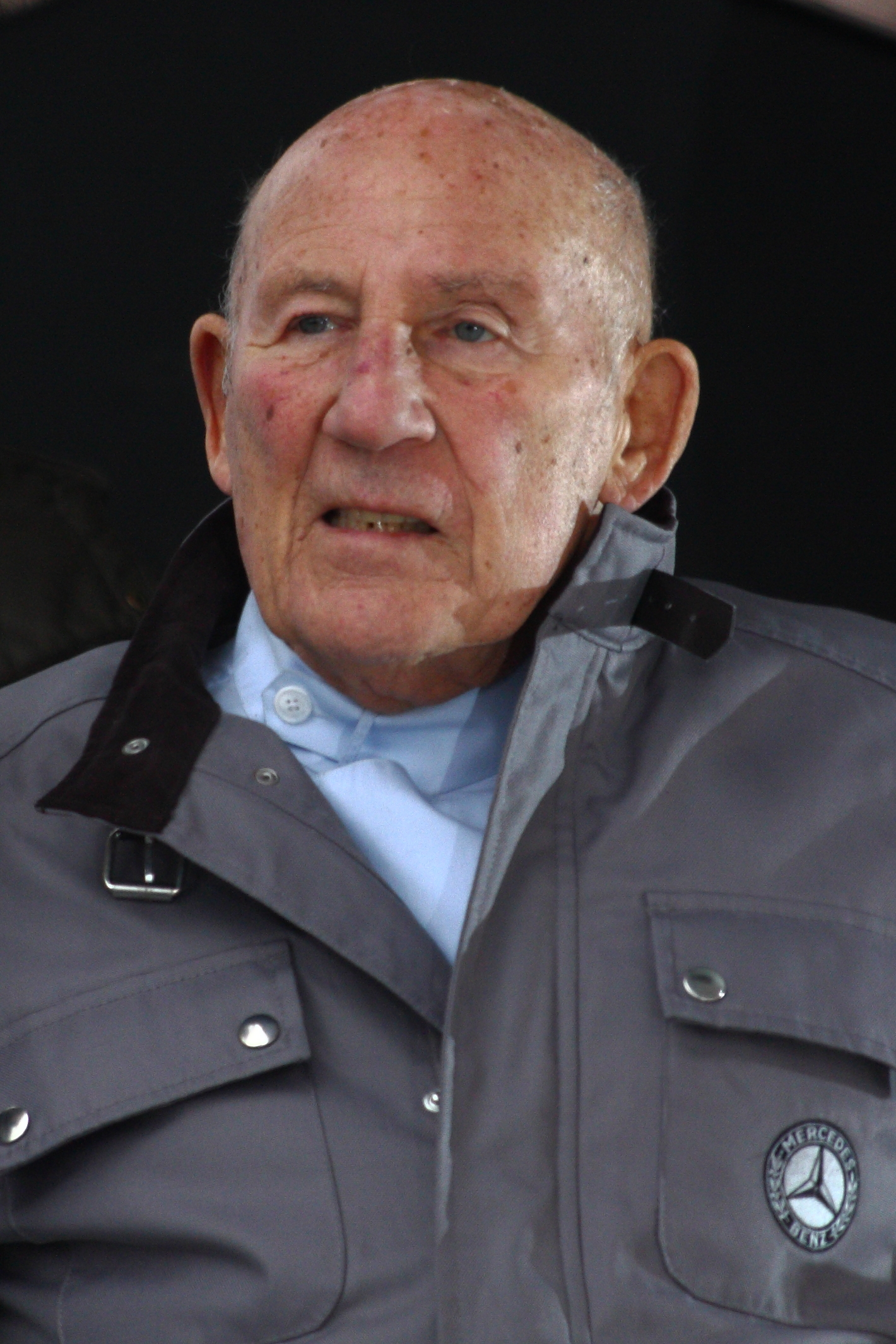
Stirling Moss
12 april

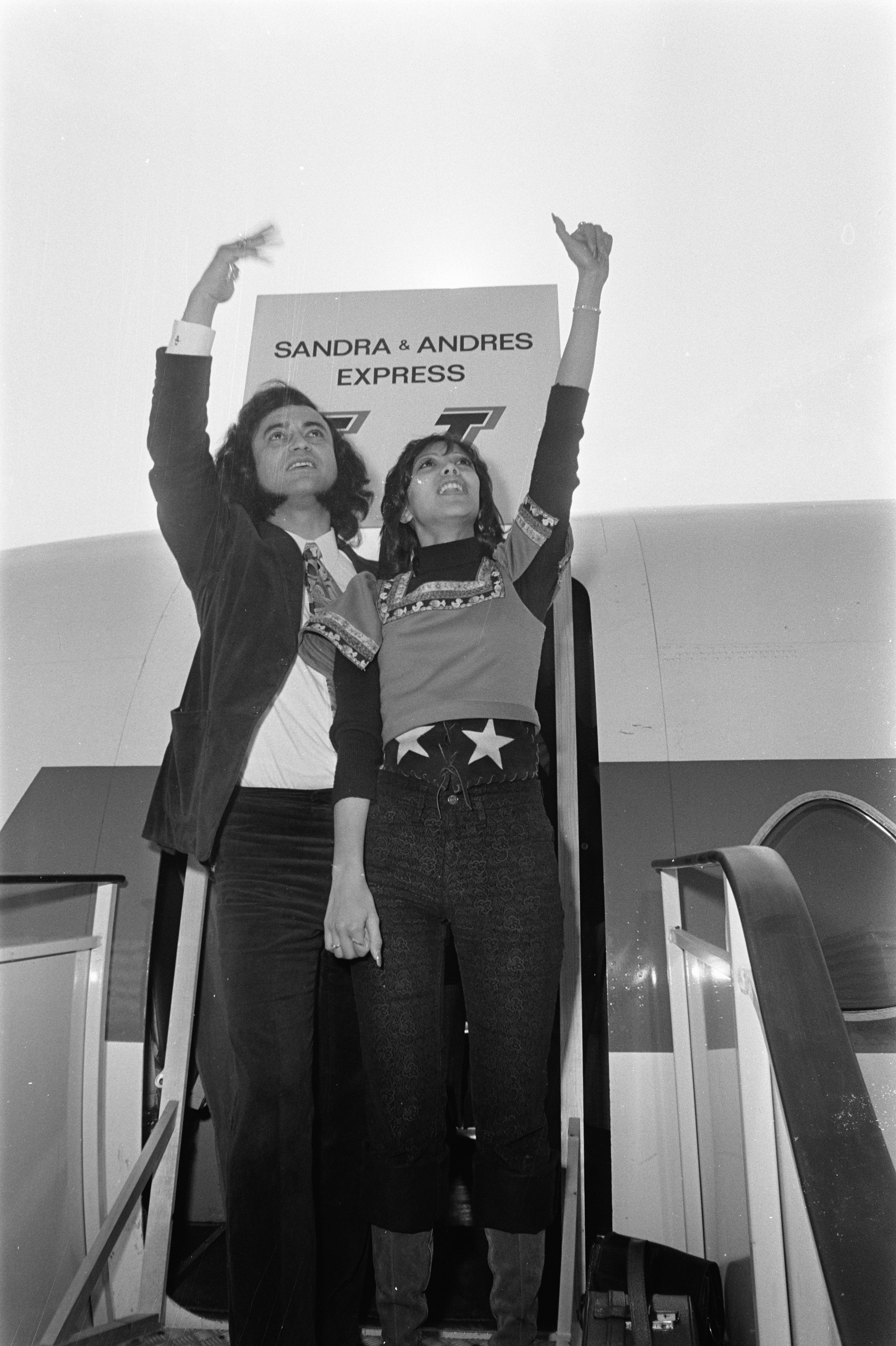
Dries Holten als Andres met Sandra Reemer
15 april

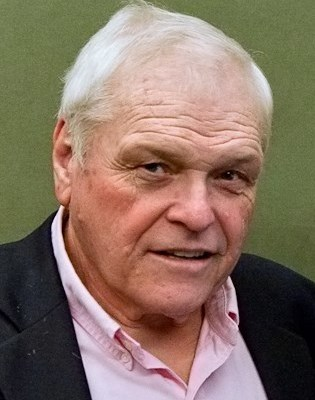
Brian Dennehy
15 april

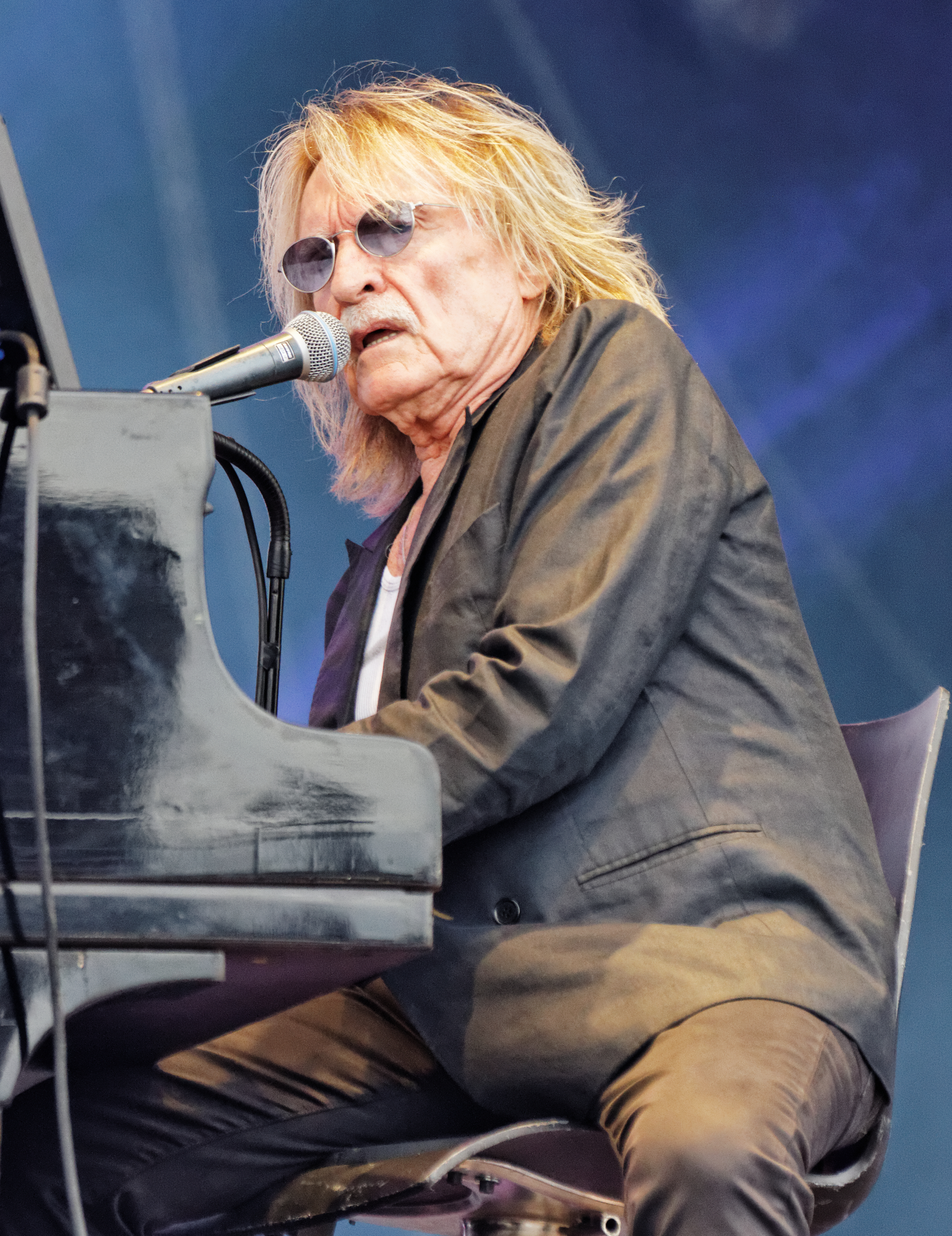
Christophe
16 april

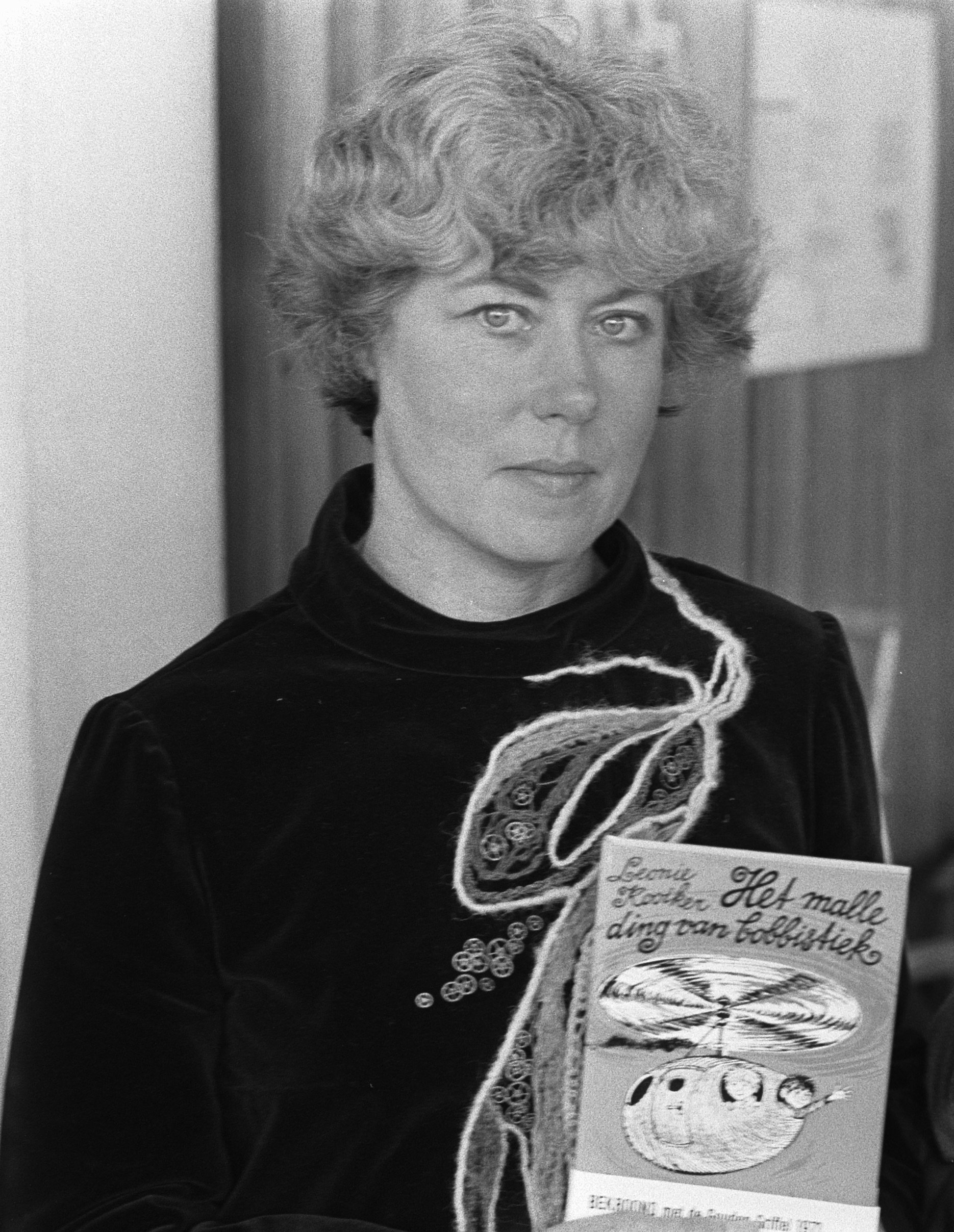
Leonie Kooiker
16 april

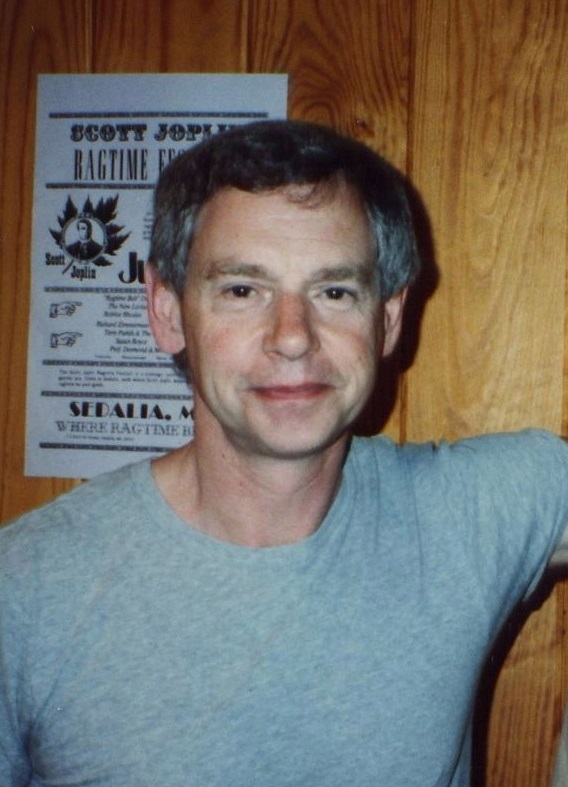
Ian Whitcomb
19 april

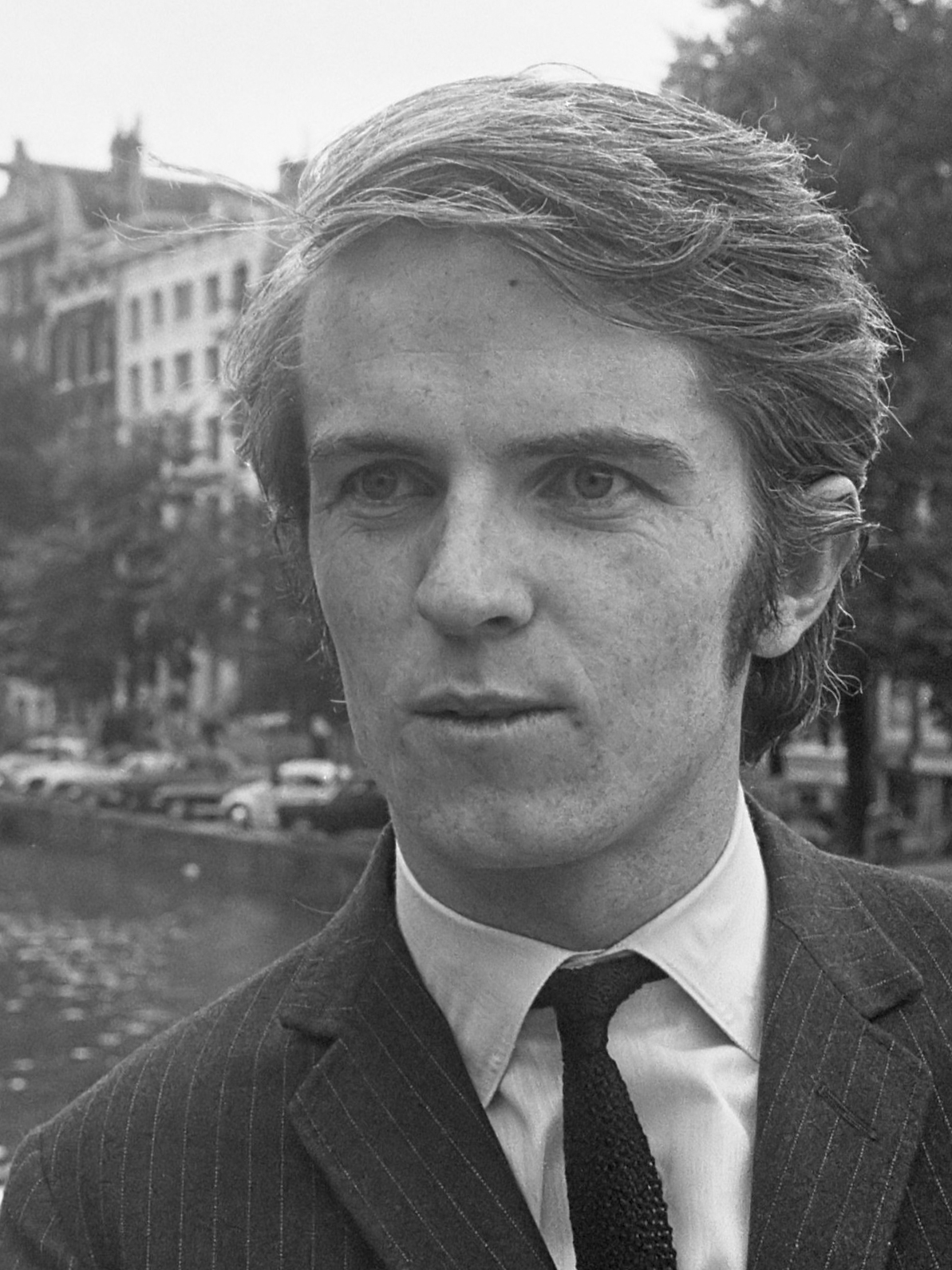
Ronan O'Rahilly
20 april

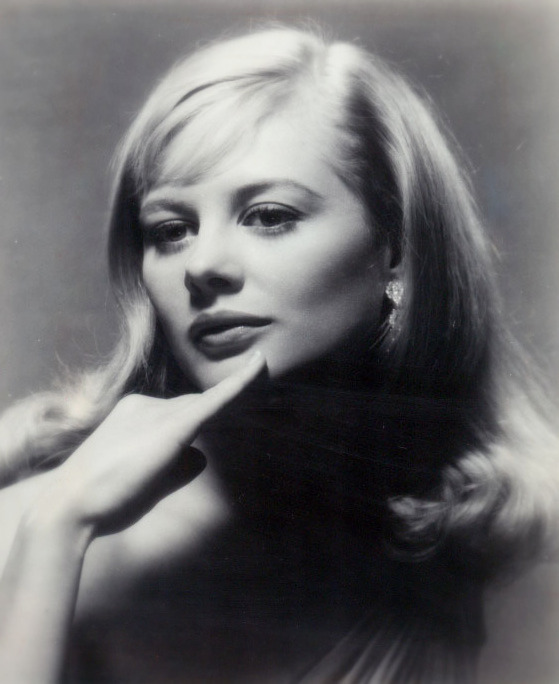
Shirley Knight
22 april

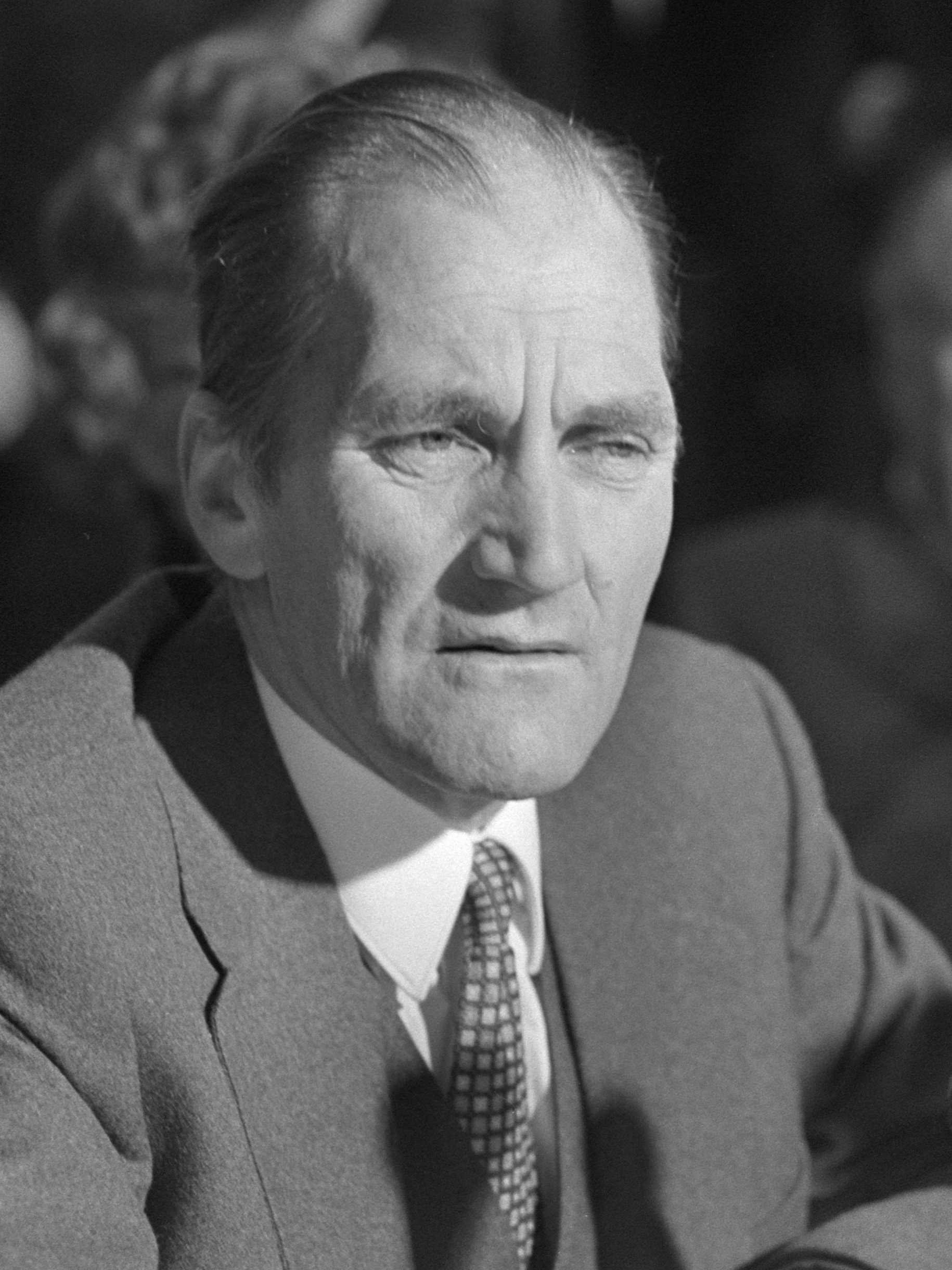
Tiede Herrema
24 april

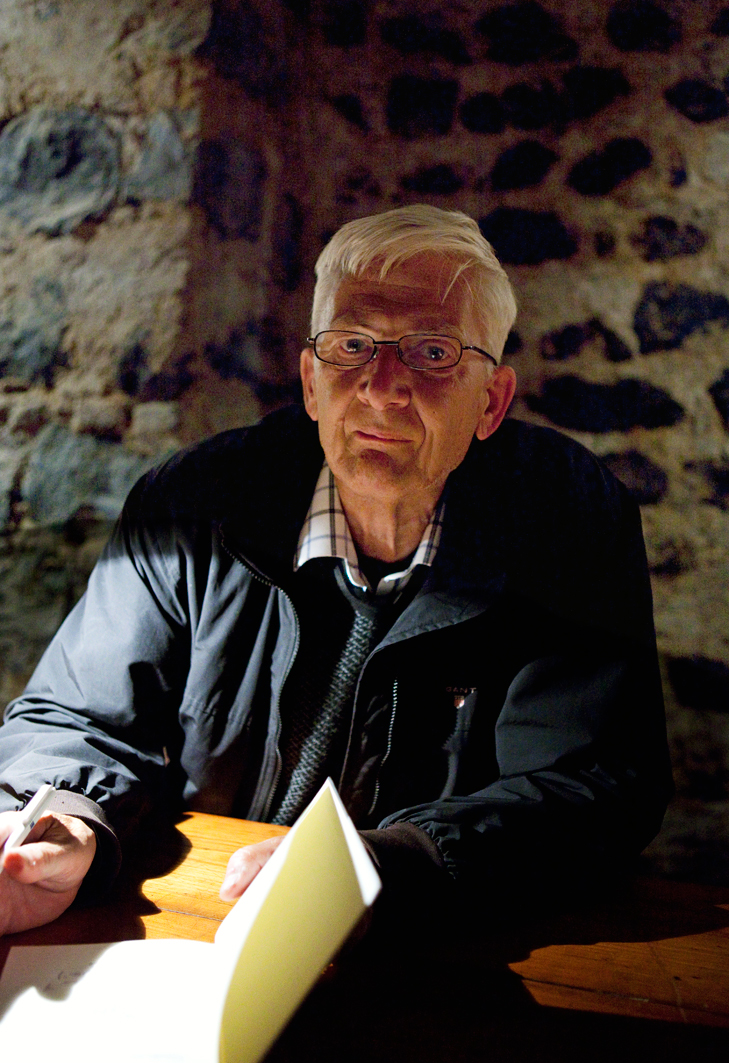
Per Olov Enquist
25 april

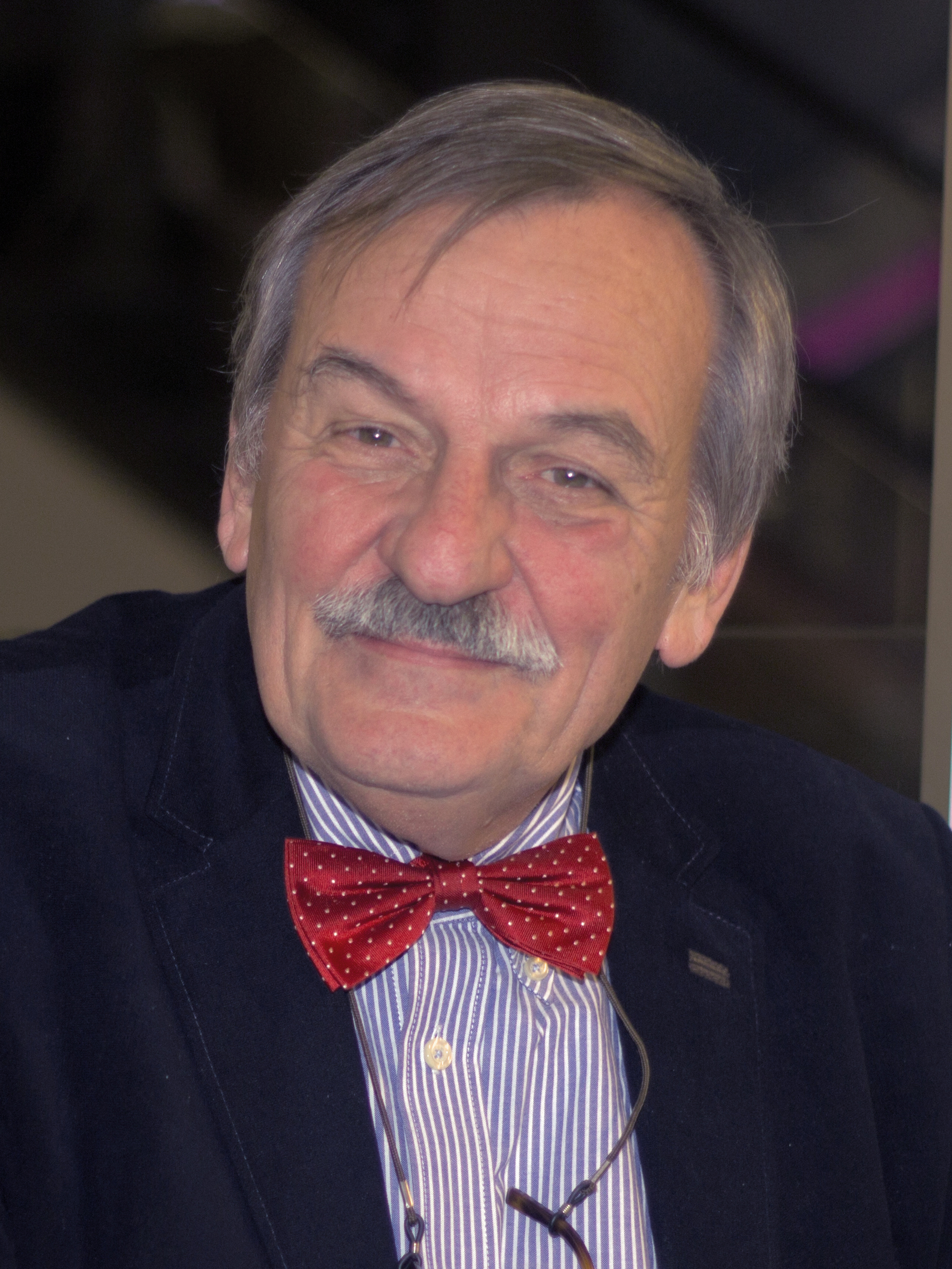
Alexander Münninghoff
28 april

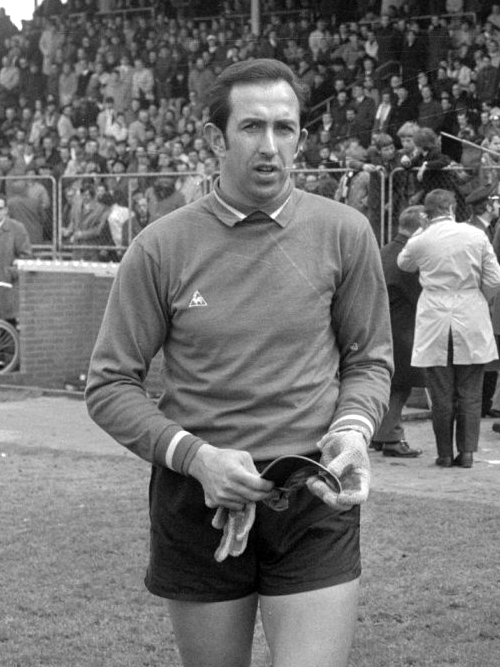
Eddy Pieters Graafland
28 april

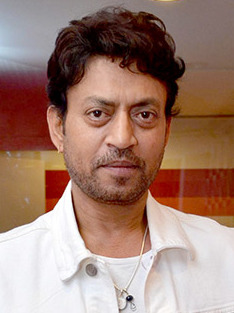
Irrfan Khan
29 april

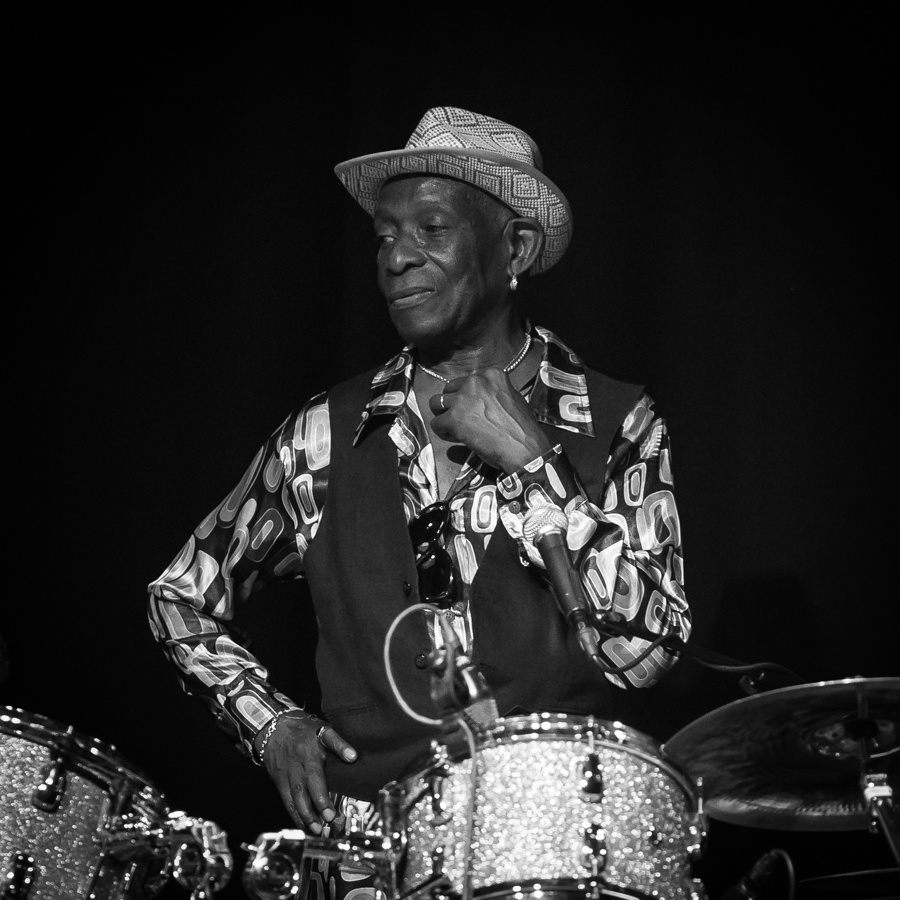
Tony Allen
30 april

| 1 | 2 | 3 | 4 | 5 | 6 | 7 | 8 | 9 | 10 | 11 | 12 | 13 | 14 | 15 | 16 | 17 | 18 | 19 | 20 | 21 | 22 | 23 | 24 | 25 | 26 | 27 | 28 | 29 | 30 |
| - | - | - | - | - | - | - | - | - | -- | -- | -- | -- | -- | -- | -- | -- | -- | -- | -- | -- | -- | -- | -- | -- | -- | -- | -- | -- | -- |

### 1 april
- Martin Khor (69), Maleis econoom, journalist en columnist[1]
- Ellis Marsalis (85), Amerikaans jazzpianist en muziekpedagoog[2]
- Bucky Pizzarelli (94), Amerikaans jazzgitarist[3]
- Adam Schlesinger (52), Amerikaans muzikant[4]

### 2 april
- Goyo Benito (73), Spaans voetballer[5]
- Oskar Fischer (97), Duits politicus[6]
- William Frankland (108), Brits allergoloog en immunoloog[7]
- Juan Giménez (76), Argentijns striptekenaar[8]
- Johannes van Knobelsdorff (102), Nederlands burgemeester en dijkgraaf[9]
- James Megellas (103), Amerikaans militair[10]
- Guus Smeets (71), Nederlands zanger, componist en liedjesschrijver[11]
- Jan Veentjer (82), Nederlands hockeyspeler[12]

### 3 april
- Hans Prade (81), Surinaams diplomaat en bestuurder[13]
- Sergio Rossi (84), Italiaans schoenontwerper[14]
- Eric Verdonk (60), Nieuw-Zeelands roeier[15]
- Constand Viljoen (86), Zuid-Afrikaans militair en politicus[16]

### 4 april
- Jay Benedict (68), Amerikaans film-, televisie-, theater- en stemacteur[17]
- Philippe Bodson (75), Belgisch politicus, ondernemer en bestuurder[18]
- Rafael Leonardo Callejas (76), Hondurees politicus[19]
- Forrest Compton (94), Amerikaans acteur[20]
- Patrick Gibson (64), Frans drummer en zanger[21]
- Alex Harvey (73), Amerikaans countryzanger en componist[22]
- Arnold Heertje (86), Nederlands econoom, hoogleraar en publicist[23]
- Carlo Leva (90), Italiaans productieontwerper, decorateur en kostuumontwerper[24]
- Hans Moonen (77), Nederlands hoogleraar[25]
- Marcel Moreau (86), Belgisch schrijver[26]

### 5 april
- Honor Blackman (94), Brits actrice[27]
- Margaret Burbidge (100), Amerikaans-Brits astrofysicus[28]
- Shirley Douglas (86), Canadees actrice en activist[29]
- Lee Fierro (91), Amerikaans actrice[30]
- Leo Geurtjens (96), Nederlands beeldhouwer[31]
- Mahmoud Jibril (67), Libisch politicus[32]
- George Ogilvie (89), Australisch theater- en filmregisseur[33]
- André Verroken (80), Belgisch meubelontwerper[34]

### 6 april
- Radomir Antić (71), Joegoslavisch voetballer en voetbalcoach[35]
- Josep Maria Benet i Jornet (79), Spaans dramaturg en regisseur[36]
- James Drury (85), Amerikaans acteur[37]
- Onaje Allan Gumbs (70), Amerikaans jazztoetsenist en arrangeur[38]
- Paul Kasmin (60), Engels Amerikaans kunstgalerijhouder en fotograaf[39]
- Hendrik Jan Korterink (64), Nederlands misdaadjournalist[40]
- Jean Little (88), Canadees kinderboekenschrijfster[41]
- Fred Singer (95), Amerikaans natuurkundige en klimaatscepticus[42]

### 7 april
- Betty Bennett (98), Amerikaans jazzzangeres[43]
- Roger Chappot (79), Zwitsers ijshockeyer[44]
- Allen Garfield (80), Amerikaans acteur[45]
- Thomas Mensah (87), Ghanees rechtsgeleerde en hoogleraar[46]
- John Prine (73), Amerikaans folk- en country-singer-songwriter en gitarist[47]
- Jan Reijnen (93), Nederlands politicus en bestuurder[48]
- Donato Sabia (56), Italiaans atleet[49]
- André Stordeur (79), Belgisch componist en elektronische muzikant[50]
- Harry Wouters van den Oudenweijer (86), Nederlands springruiter[51]

### 8 april
- Dirk van den Broek (96), Nederlands ondernemer[52]
- Boško Bursać (74), Joegoslavisch-Servisch voetballer en voetbalscout[53]
- Elly Coenen-Vaessen (88), Nederlands politica[54]
- Peter Ecklund (74), Amerikaans jazzmusicus[55]
- Norman I. Platnick (68), Amerikaans arachnoloog, hoogleraar en curator[56]
- Chynna Rogers (25), Amerikaans model en rapster[57]
- Georges Trussart (86), Belgisch politicus[58]

### 9 april
- Malcolm Dixon (66), Brits acteur[59]
- Lucie Dolène (88), Frans actrice en zangeres[60]
- Mort Drucker (91), Amerikaans karikaturist en stripkunstenaar[61]
- Marc Engels (54), Belgisch geluidstechnicus[62]
- Paul Gilissen (85), Nederlands burgemeester[63]
- Bert van de Kamp (73), Nederlands muziekjournalist[64]
- Guy Miserque (74), Belgisch hockeyer[65]
- Richard Teitelbaum (80), Amerikaans synthesizerspeler, improvisatiemuzikant en componist[66]

### 10 april
- Bruce Baillie (88), Amerikaans filmische kunstenaar[67]
- Frits Flinkevleugel (80), Nederlands voetballer[68]
- Bas Mulder (88), Nederlands-Surinaams geestelijke[69]
- Diane Rodriguez (68), Amerikaans regisseuse en actrice[70]
- Ing Yoe Tan (71), Nederlands politica[71]
- Hans Verhagen (81), Nederlands dichter[72]

### 11 april
- Colby Cave (25), Canadees ijshockeyer[73]
- Hélène Chatelain (84), Frans actrice[74]
- John Conway (82), Brits wiskundige[75]
- Justus Dahinden (94), Zwitsers architect[76]
- Antonio Ferres (96), Spaans schrijver[77]
- Edem Kodjo (81), Togolees politicus[78]
- Minny Mock-Degen (75), Nederlands-Israëlisch antropoloog[79]

### 12 april
- Maurice Barrier (75), Frans acteur[80]
- Kishen Bholasing (35), Surinaams-Nederlands zanger[81]
- Peter Bonetti (78), Brits voetballer[82]
- Tim Brooke-Taylor (79), Brits komiek en acteur[83]
- Jacques De Decker (74), Belgisch schrijver[84]
- Louis van Dijk (78), Nederlands pianist[85]
- Meindert Dijkstra (73), Nederlands theoloog[86]
- Danny Goldman (80), Amerikaans acteur en stemacteur[87]
- Gavin Menzies (82), Brits auteur[88]
- Stirling Moss (90), Brits autocoureur[89]

### 13 april
- Radboud van Beekum (69), Nederlands meubelontwerper, architect en publicist[90]
- Vicente Magsaysay (80), Filipijns politicus[91]
- Sarah Maldoror (91), Frans theater- en filmmaker[92]
- Rick May (79), Amerikaans stemacteur[93]

### 14 april
- Ignacio Pichardo Pagaza (84), Mexicaans politicus, bestuurder en diplomaat[94]

### 15 april
- Joe Brown (89), Brits bergbeklimmer[95]
- Ranjit Chowdhry (64), Indiaas-Amerikaans acteur[96]
- Allen Daviau (77), Amerikaans cameraman[97]
- Brian Dennehy (81), Amerikaans acteur[98]
- Rubem Fonseca (94), Braziliaans schrijver[99]
- Irina van Goeree (95), Belgisch schrijfster en psychologe[100]
- Henry Grimes (84), Amerikaans jazzmuzikant[101]
- Dries Holten (84), Nederlands zanger[102]
- Lee Konitz (92), Amerikaans jazzsaxofonist[103]
- Lambert Kreekels (75), Nederlands voetballer[104]
- Aldo Mongiano (100), Italiaans bisschop[105]
- Bruce Myers (77), Brits acteur[106]
- Maarten J. de Wit (73), Nederlands geoloog[107]

### 16 april
- Steve Cash (40), Amerikaans youtuber[108]
- Daniel Bevilacqua (Christophe) (74), Frans zanger[109]
- Gene Deitch (95), Amerikaans-Tsjechisch illustrator, filmregisseur en filmanimator[110]
- Howard Finkel (69), Amerikaans worstelomroeper[111]
- Kenneth Gilbert (88), Canadees klavecinist, organist en musicoloog[112]
- Leonie Kooiker (92), Nederlands kinderboekenschrijfster[113]
- Eric Lambert (84), Belgisch voetballer[114]
- Luis Sepúlveda (70), Chileens schrijver en journalist[115]

### 17 april
- Deirdre Bair (84), Amerikaans schrijfster en biografe[116]
- Ton Bakhuis (66), Nederlands zaalvoetballer[117]
- Sergio Fantoni (89), Italiaans acteur[118]
- Raymond Van Gestel (90), Belgisch voetballer en piloot[119]
- Norman Hunter (76), Brits voetballer[120]
- Giuseppi Logan (84), Amerikaans jazzmuzikant[121]

### 18 april
- Aurelio Campa (86), Spaans voetballer[122]
- Martine Crefcoeur (84), Nederlands actrice[123]
- Frans Lafortune (87), Belgisch schutter[124]
- Bob Lazier (81), Amerikaans autocoureur[125]
- Paul O'Neill (84), Amerikaans politicus[126]
- Henk van der Pols (96), Nederlands politicus[127]
- Willy Quaedackers (82), Nederlands voetballer[128]

### 19 april
- Terry Doran (84), Brits manager[129]
- Aad van Egmond (80), Nederlands theoloog en universiteitsbestuurder[130]
- Aluísio Francisco da Luz (89), Braziliaans voetballer[131]
- August Huybrechts (99), Belgisch-Amerikaans componist, muziekpedagoog en organist[132]
- Margit Otto-Crépin (75), Frans amazone[133]
- Ian Whitcomb (78), Brits zanger, entertainer, songwriter, platenproducer en acteur[134]

### 20 april
- Heherson Alvarez (80), Filipijns politicus[135]
- Hein Bollow (99), Duits jockey[136]
- Tom Lester (81), Amerikaans acteur[137]
- Ronan O'Rahilly (79), Iers zakenman[138]
- Roland Phleps (95), Duits beeldhouwer en neuroloog[139]
- Wilfried Uitterhoeve (75), Nederlands historicus[140]
- Arsen Yegiazarian (49), Armeens schaker[141]

### 21 april
- Koos van den Berg (77), Nederlands politicus[142]
- Dimitri Diatchenko (52), Amerikaans acteur[143]
- Jacques Pellen (63), Frans jazzgitarist en componist[144]
- Joel Rogosin (87), Amerikaans televisieproducent[145]
- Florian Schneider (73), Duits muzikant[146]

### 22 april
- Bootsie Barnes (82), Amerikaans jazzsaxofonist[147]
- Dick Feil (87), Nederlands hoogleraar[148]
- Hartwig Gauder (65), Duits/Oost-Duits snelwandelaar[149]
- Shirley Knight (83), Amerikaans televisie- en theateractrice[150]
- Wim Rietdijk (92), Nederlands filosoof[151]

### 23 april
- Norbert Blüm (84), Duits politicus[152]
- Runaldo Entingh (64), Surinaams voetballer en zakenman[153]
- Patrick Leo McCartie (94), Brits bisschop[154]
- Henk Overgoor (75), Nederlands voetballer[155]

### 24 april
- Haya van Blommestein-Mellema (53), Nederlands zwemster[156]
- Hamilton Bohannon (78), Amerikaans disco-funkartiest, slagwerker en muziekproducent[157]
- Kade Diawara (79), Guinees zangeres[158]
- Tiede Herrema (99), Nederlands zakenman[159]
- Gerard Scholten (86), Nederlands burgemeester[160]
- Nic. Tummers (92), Nederlands kunstenaar, architect en politicus[161]

### 25 april
- Douglas Anakin (89), Canadees bobsleeër[162]
- Ricardo Brennand (92), Braziliaans kunstverzamelaar en ondernemer[163]
- Liz Edgar (77), Brits springruiter[164]
- Per Olov Enquist (85), Zweeds schrijver[165]
- Anne de Graaf (56), Belgisch-Nederlands journaliste en fotografe[166]
- Henri Kichka (94), Belgisch Holocaustoverlevende[167]
- Fré Vooys-Bosma (93), Nederlands politicus[168]

### 26 april
- Big Al Carson (66), Amerikaans blues- en jazzzanger[169]
- Carlos Regazzoni (76), Argentijns beeldhouwer en schilder[170]
- Ray Repp (77), Amerikaans singer-songwriter[171]
- Henri Weber (75), Frans politicus[172]

### 27 april
- Gene Dynarski (86), Amerikaans acteur[173]
- Robert Herbin (81), Frans voetballer en voetbaltrainer[174]
- Gideon Patt (87), Israëlisch politicus[175]
- Troy Sneed (52), Amerikaans gospelzanger[176]
- Nur Yerlitaş (64), Turks modeontwerpster[177]

### 28 april
- Jill Gascoine (83), Brits actrice en schrijfster[178]
- Ladislav Hejdánek (92), Tsjechisch filosoof en mensenrechtenactivist[179]
- Wolfram Kaminke (73), Duits voetballer[180]
- Bobby Lewis (95), Amerikaans zanger[181]
- Robert May (84), Australisch natuurkundige en ecoloog[182]
- Alexander Münninghoff (76), Nederlands journalist en schrijver[183]
- Eddy Pieters Graafland (86), Nederlands voetballer[184]
- Michael Robinson (61), Iers voetballer[185]
- Mari Winsor (70), Amerikaans fitnessgoeroe[186]

### 29 april
- Philippe Breton (84), Frans bisschop[187]
- Vincent van der Burg (75), Nederlands politicus en advocaat[188]
- Trevor Cherry (72), Engels voetballer[189]
- Giacomo Dalla Torre del Tempio di Sanguinetto (75), Italiaans edelman en grootmeester[190]
- Denis Goldberg (87), Zuid-Afrikaans anti-apartheidsactivist[191]
- Yahya Hassan (24), Deens dichter[192]
- Irrfan Khan (53), Indiaas acteur[193]
- Jānis Lūsis (80), Lets speerwerper[194]
- Naziha Mestaoui (45), Belgisch kunstenares[195]
- Robert L. Park (89), Amerikaans natuurkundige[196]
- Maj Sjöwall (84), Zweeds detectiveschrijfster[197]
- Roger Westman (80), Brits architect[198]

### 30 april
- Tony Allen (79), Nigeriaans drummer[199]
- Tom Hautekiet (50), Belgisch grafisch ontwerper[200]
- Rishi Kapoor (67), Indiaas acteur[201]
- Maria van Kesteren (86), Nederlands kunstenaar[202]
- Carla Kiburg (67), Nederlands vakbondsbestuurder[203]
- Frederick Kroesen (97), Amerikaans generaal[204]
- Sam Lloyd (56), Amerikaans acteur[205]

### Datum onbekend
- Peter Beard (82), Amerikaans kunstenaar, fotograaf en (dagboek)schrijver[206]
- Ton van den Heuvel (94), Nederlands grimeur[207]
- Ceybil Jefferies (58), Amerikaans zangeres[208]

januari ·
februari ·
maart ·
april ·
mei ·
juni ·
juli ·
augustus ·
september ·
oktober ·
november ·
december
1900 ·
1901 ·
1902 ·
1903 ·
1904 ·
1905 ·
1906 ·
1907 ·
1908 ·
1909 ·
1910 ·
1911 ·
1912 ·
1913 ·
1914 ·
1915 ·
1916 ·
1917 ·
1918 ·
1919 ·
1920 ·
1921 ·
1922 ·
1923 ·
1924 ·
1925 ·
1926 ·
1927 ·
1928 ·
1929 ·
1930 ·
1931 ·
1932 ·
1933 ·
1934 ·
1935 ·
1936 ·
1937 ·
1938 ·
1939 ·
1940 ·
1941 ·
1942 ·
1943 ·
1944 ·
1945 ·
1946 ·
1947 ·
1948 ·
1949 ·
1950 ·
1951 ·
1952 ·
1953 ·
1954 ·
1955 ·
1956 ·
1957 ·
1958 ·
1959 ·
1960 ·
1961 ·
1962 ·
1963 ·
1964 ·
1965 ·
1966 ·
1967 ·
1968 ·
1969 ·
1970 ·
1971 ·
1972 ·
1973 ·
1974 ·
1975 ·
1976 ·
1977 ·
1978 ·
1979 ·
1980 ·
1981 ·
1982 ·
1983 ·
1984 ·
1985 ·
1986 ·
1987 ·
1988 ·
1989 ·
1990 ·
1991 ·
1992 ·
1993 ·
1994 ·
1995 ·
1996 ·
1997 ·
1998 ·
1999 ·
2000 ·
2001 ·
2002 ·
2003 ·
2004 ·
2005 ·
2006 ·
2007 ·
2008 ·
2009 ·
2010 ·
2011 ·
2012 ·
2013 ·
2014 ·
2015 ·
2016 ·
2017 ·
2018 ·
2019 ·
2020 ·
2021 ·
2022 ·
2023 ·
2024 ·
2025